# 素源氏
素源氏（すげんじ）とは、源氏物語の版本のうち、注釈や挿絵を含まず源氏物語の本文だけを内容とするものをいう。

## 概要
平安時代中期に成立した源氏物語は、長く写本のみによって人々に伝えられてきたが、江戸時代に入ってから版本による源氏物語の出版が始まり、それによってそれまでとは比べものにならない数量の「源氏物語の本」が裕福な庶民にまで普及することになった。
このような源氏物語の版本は、初期には源氏物語の本文のみを内容としていたが、次第に「絵入源氏物語」、「首書源氏物語」、「源氏物語湖月抄」といった本文だけでなく注釈や挿絵、さらには源氏物語の補作である山路の露や雲隠六帖といったものを含むものが現れてそちらが主流になっていった。その後さかのぼって挿絵や注釈を持たない初期の版本を「素源氏」と呼ぶようになった。これらは「注釈を持たない」という意味で「無注本（源氏物語）」とも呼ばれることもある。

## 主な素源氏
- 古活字本（代表的なもの。整版本は同じ版木を使う限り同じ物が印刷されるのに対して古活字版は印刷のたび活字を組み直すため印刷の結果が少しずつ異なることになるために、刊記が存在しないとどのような版が存在するのか明らかにならず現在でも不明な点が多い。）
  - 「伝嵯峨本源氏物語」
  - 「元和本源氏物語」1623年（元和9年）刊行
- 整版本
  - 「無跋無刊記整版本源氏物語」（寛永年間）

## 翻刻本
寛永年間の刊行と見られる無跋無刊記整版本の翻刻。
- 齋木泰孝編『安田女子大学言語文化研究叢書 3 安田女子大学蔵無刊記本源氏物語書入注 上 』安田女子大学言語文化研究所、1998年3月
- 齋木泰孝編『安田女子大学言語文化研究叢書 日本・東洋研究部門 9 安田女子大学蔵無刊記本源氏物語書入注 中 』安田女子大学言語文化研究所、2004年3月